# Campionato mondiale di football americano Under-19 2009
Il campionato mondiale di football americano Under-19 2009 (in lingua inglese 2009 IFAF Junior World Cup), noto anche come Stati Uniti 2009 in quanto disputato in tale Stato, è stato la prima edizione del campionato mondiale di football americano per squadre nazionali Under-19 maschili organizzato dalla IFAF.
Ha avuto inizio il 27 giugno 2009, e si è concluso il 5 luglio 2009 al Tom Benson Hall of Fame Stadium di Canton.

## Stadi
Distribuzione degli stadi del campionato mondiale di football americano Under-19 2009
| Canton                          |
| ------------------------------- |
| Tom Benson Hall of Fame Stadium |
| 40°49′11″N 81°23′53″W           |
| Capacità: 22 375                |
| Altitudine:                     |
|                                 |

## Squadre partecipanti
| Pr. | Squadra       | Data di qualificazione | Qualificata in quanto                                                         |
| --- | ------------- | ---------------------- | ----------------------------------------------------------------------------- |
| 1   | Stati Uniti   |                        | Nazione organizzatrice                                                        |
| 2   | Canada        |                        | Invitata                                                                      |
| 3   | Giappone      |                        | Invitata                                                                      |
| 4   | Germania      | 20 luglio 2008         | 1ª classificata all'Europeo 2008                                              |
| 5   | Svezia        | 20 luglio 2008         | 2ª classificata all'Europeo 2008                                              |
| 6   | Francia       | 20 luglio 2008         | 3ª classificata all'Europeo 2008                                              |
| 7   | Nuova Zelanda | 24 gennaio 2009        | Vincitrice dello spareggio con l' Australia                                   |
| 8   | Messico       | 14 febbraio 2009       | Vincitrice dello spareggio con Panama (finale delle qualificazioni americane) |

## Tabellone
|  | Quarti di finale | Quarti di finale |         |         | Semifinali                | Semifinali                |  |  | Finale | Finale |
|  |                  |                  |         |         |                           |                           |  |  |        |        |
|  |                  |                  |         |         |                           |                           |  |  |        |        |
|  |                  |                  |         |         |                           |                           |  |  |        |        |
|  | Canada           | 55               |         |         |                           |                           |  |  |        |        |
|  | Canada           | 55               |         |         |                           |                           |  |  |        |        |
|  | Nuova Zelanda    | 0                |         |         |                           |                           |  |  |        |        |
|  | Nuova Zelanda    | 0                | Canada  | 38      |                           |                           |  |  |        |        |
|  |                  |                  | Canada  | 38      |                           |                           |  |  |        |        |
|  |                  | Giappone         | 35      |         |                           |                           |  |  |        |        |
|  | Giappone         | Giappone         | 35      | 10      |                           |                           |  |  |        |        |
|  | Giappone         |                  |         | 10      |                           |                           |  |  |        |        |
|  | Germania         | 7                |         |         |                           |                           |  |  |        |        |
|  | Germania         | 7                | Canada  | 3       |                           |                           |  |  |        |        |
|  |                  |                  | Canada  | 3       |                           |                           |  |  |        |        |
|  |                  | Stati Uniti      | 41      |         |                           |                           |  |  |        |        |
|  | Messico          | Stati Uniti      | 41      | 41      |                           |                           |  |  |        |        |
|  | Messico          |                  |         | 41      |                           |                           |  |  |        |        |
|  | Svezia           | 0                |         |         |                           |                           |  |  |        |        |
|  | Svezia           | 0                | Messico | 0       | Finale per il terzo posto | Finale per il terzo posto |  |  |        |        |
|  |                  |                  | Messico | 0       | Finale per il terzo posto | Finale per il terzo posto |  |  |        |        |
|  |                  | Stati Uniti      | 55      |         |                           |                           |  |  |        |        |
|  | Stati Uniti      | Stati Uniti      | 55      | 78      | Giappone                  | 42                        |  |  |        |        |
|  | Stati Uniti      |                  |         | 78      | Giappone                  | 42                        |  |  |        |        |
|  | Francia          | 0                |         | Messico | 27                        |                           |  |  |        |        |
|  | Francia          | 0                |         |         | 27                        |                           |  |  |        |        |
|  |                  |                  |         |         |                           |                           |  |  |        |        |
|  |                  |                  |         |         |                           |                           |  |  |        |        |

|  | Primo turno di consolazione | Primo turno di consolazione | Primo turno di consolazione |        |          | Finale 5º posto | Finale 5º posto | Finale 5º posto |  |
|  |                             |                             |                             |        |          |                 |                 |                 |  |
|  | Nuova Zelanda               | Nuova Zelanda               | 7                           |        |          |                 |                 |                 |  |
|  | Nuova Zelanda               | Nuova Zelanda               | 7                           |        |          |                 |                 |                 |  |
|  | Germania                    | Germania                    | 52                          |        |          |                 |                 |                 |  |
|  | Germania                    | Germania                    | 52                          |        | Germania | Germania        | 14              |                 |  |
|  |                             |                             |                             |        | Germania | Germania        | 14              |                 |  |
|  |                             |                             | Svezia                      | Svezia | 0        |                 |                 |                 |  |
|  | Svezia                      | Svezia                      | Svezia                      | Svezia | 0        | 24              |                 |                 |  |
|  | Svezia                      | Svezia                      |                             |        |          | 24              |                 |                 |  |
|  | Francia                     | Francia                     | 14                          |        |          | Finale 7º posto | Finale 7º posto | Finale 7º posto |  |
|  | Francia                     | Francia                     | 14                          |        |          |                 |                 |                 |  |
|  |                             |                             |                             |        |          |                 |                 |                 |  |
|  |                             |                             |                             |        |          | Nuova Zelanda   | Nuova Zelanda   | 6               |  |
|  |                             |                             |                             |        |          | Nuova Zelanda   | Nuova Zelanda   | 6               |  |
|  |                             |                             |                             |        |          | Francia         | Francia         | 34              |  |

## Risultati

### Quarti di finale
| Canton 27 giugno 2009 Incontro 1 | Canada | 55 – 0 (20-0 21-0 7-0 7-0) | Nuova Zelanda | Tom Benson Hall of Fame Stadium |

| Canton 27 giugno 2009 Incontro 2 | Giappone | 10 – 7 (0-7 0-0 3-0 7-0) | Germania | Tom Benson Hall of Fame Stadium |

| Canton 27 giugno 2009 Incontro 3 | Messico | 41 – 0 (7-0 13-0 7-0 14-0) | Svezia | Tom Benson Hall of Fame Stadium |

| Canton 27 giugno 2009 Incontro 4 | Stati Uniti | 78 – 0 (24-0 13-0 13-0 28-0) | Francia | Tom Benson Hall of Fame Stadium |

### Primo turno di consolazione
| Canton 1º luglio 2009 Incontro 5 | Nuova Zelanda | 7 – 52 (0-7 0-9 0-22 7-7) | Germania | Tom Benson Hall of Fame Stadium |

| Canton 1º luglio 2009 Incontro 6 | Svezia | 24 – 14 (0-6 17-0 7-0 0-8) | Francia | Tom Benson Hall of Fame Stadium |

### Semifinali
| Canton 1º luglio 2009 Incontro 7 | Canada | 38 – 35 (7-7 14-7 7-7 10-14) | Giappone | Tom Benson Hall of Fame Stadium |

| Canton 1º luglio 2009 Incontro 8 | Messico | 0 – 55 (0-27 0-14 0-7 0-7) | Stati Uniti | Tom Benson Hall of Fame Stadium |

### Finale 7º-8º posto
| Canton 4 luglio 2009 Incontro 10 | Nuova Zelanda | 6 – 34 (0-7 0-14 0-6 6-7) | Francia | Tom Benson Hall of Fame Stadium |

### Finale 5º-6º posto
| Canton 4 luglio 2009 Incontro 9 | Svezia | 0 – 14 (0-7 0-0 0-0 0-7) | Germania | Tom Benson Hall of Fame Stadium |

### Finale 3º-4º posto
| Canton 4 luglio 2009 Incontro 11 | Giappone | 42 – 27 (21-7 7-6 14-0 0-14) | Messico | Tom Benson Hall of Fame Stadium |

### Finale
| Canton 5 luglio 2009 Incontro 12 | Canada | 3 – 41 (3-15 0-3 0-14 0-9) | Stati Uniti | Tom Benson Hall of Fame Stadium |

## Classifica finale
| Pos | Squadra       | G | V | P | PF  | PS  | DP   |
| --- | ------------- | - | - | - | --- | --- | ---- |
| 1   | Stati Uniti   | 3 | 3 | 0 | 184 | 3   | +181 |
| 2   | Canada        | 3 | 2 | 1 | 96  | 76  | +20  |
| 3   | Giappone      | 3 | 2 | 1 | 87  | 72  | +15  |
| 4   | Messico       | 3 | 1 | 2 | 68  | 97  | -29  |
| 5   | Germania      | 3 | 2 | 1 | 73  | 17  | +56  |
| 6   | Svezia        | 3 | 1 | 2 | 24  | 69  | -45  |
| 7   | Francia       | 3 | 1 | 2 | 45  | 108 | -63  |
| 8   | Nuova Zelanda | 3 | 0 | 3 | 13  | 141 | -128 |